# Acmostomum dioicum
Acmostomum dioicum är en plattmaskart som först beskrevs av Mecznikow 1865.  Acmostomum dioicum ingår i släktet Acmostomum, och familjen Plagiostomidae. Arten är reproducerande i Sverige.